# Bryoerythrophyllum noguchianum
Bryoerythrophyllum noguchianum är en bladmossart som beskrevs av K. Saito in Noguchi och Iwatsuki 1975. Bryoerythrophyllum noguchianum ingår i släktet fotmossor, och familjen Pottiaceae. Inga underarter finns listade i Catalogue of Life.